# Håkan Sund
Håkan Sund (* 5. September 1946 in Sandviken) ist ein schwedischer Pianist, Dirigent und Komponist.
Sund gab in Schweden als Pianist unter anderem Konzerte in der Berwaldhalle, im Vergnügungspark Gröna Lund und im Vergnügungspark Liseberg. Er spielte dabei sowohl das klassische Konzertrepertoire, als auch moderne Musik und Jazz. Als Liedbegleiter arbeitete er unter anderem mit den bekannten Opernsängern Barbara Hendricks, Håkan Hagegård und Malena Ernman zusammen.
Håkan Sund ist Dozent für Klavierspiel an der Königlichen Musikhochschule (Kungliga Musikhögskolan) in Stockholm.
Als Dirigent leitete er unter anderem das Orchester der Königlich-Schwedischen Oper in Stockholm (Kungliga Filharmoniska orkestern), das Schwedische Radio-Symphonieorchester Stockholm (Radioorkestern), die Göteborger Symphoniker (Symfoniorkestrarna i Göteborg) und die Symphonieorchester in Malmö, Norrköping und Odense. Er dirigierte Orchesterkonzerte, Opern und Operetten.
Sund ist auch als Chorleiter tätig. Er leitete den Bach-Chor (Bachkören), den Rundfunkchor des Schwedischen Rundfunks (Radiokören) und den schwedischen Männerchor Orphei Drängar. Er ist außerdem Leiter des Akademiska Kören (The Stockholm Academic Choir).
Sund ist auch als Arrangeur und Komponist tätig.
Er ist der Bruder von Robert Sund.